# Olympische Winterspiele 2022/Snowboard – Snowboardcross (Frauen)
Der Snowboardcross-Wettkampf der Frauen bei den Olympischen Winterspielen 2022 wurde am 9. Februar im Genting Skiresort ausgetragen.
Olympiasiegerin wurde die US-Amerikanerin Lindsey Jacobellis, vor Chloé Trespeuch aus Frankreich und der Kanadierin Meryeta Odine.

## Ergebnisse

### Platzierungsrunde
| Rang | Athletin                        | Land               | 1. Lauf (min) | 2. Lauf (min) | Bester Lauf (min) |
| ---- | ------------------------------- | ------------------ | ------------- | ------------- | ----------------- |
| 1    | Michela Moioli                  | Italien            | 1:22,19       | –             | 1:22,19           |
| 2    | Charlotte Bankes                | Großbritannien     | 1:22,72       | –             | 1:22,72           |
| 3    | Meryeta Odine                   | Kanada             | 1:23,01       | –             | 1:23,01           |
| 4    | Stacy Gaskill                   | Vereinigte Staaten | 1:23,14       | –             | 1:23,14           |
| 5    | Lindsey Jacobellis              | Vereinigte Staaten | 1:23,44       | –             | 1:23,44           |
| 6    | Julia Pereira de Sousa Mabileau | Frankreich         | 1:23,89       | –             | 1:23,89           |
| 7    | Faye Gulini                     | Vereinigte Staaten | 1:23,98       | –             | 1:23,98           |
| 8    | Chloé Trespeuch                 | Frankreich         | 1:24,27       | –             | 1:24,27           |
| 9    | Pia Zerkhold                    | Österreich         | 1:24,53       | –             | 1:24,53           |
| 10   | Kristina Paul                   | ROC                | 1:24,76       | –             | 1:24,76           |
| 11   | Caterina Carpano                | Italien            | 1:24,87       | –             | 1:24,87           |
| 12   | Manon Petit-Lenoir              | Frankreich         | 1:24,96       | –             | 1:24,96           |
| 13   | Audrey McManiman                | Kanada             | 1:24,98       | –             | 1:24,98           |
| 14   | Josie Baff                      | Australien         | 1:25,11       | –             | 1:25,11           |
| 15   | Sophie Hediger                  | Schweiz            | 1:25,14       | –             | 1:25,14           |
| 16   | Meghan Tierney                  | Vereinigte Staaten | 1:25,16       | –             | 1:25,16           |
| 17   | Lara Casanova                   | Schweiz            | 1:26,89       | 1:24,12       | 1:24,12           |
| 18   | Belle Brockhoff                 | Australien         | 1:25,72       | 1:24,72       | 1:24,72           |
| 19   | Alexandra Parschina             | ROC                | 1:27,16       | 1:24,76       | 1:24,76           |
| 20   | Jana Fischer                    | Deutschland        | 1:25,76       | 1:24,88       | 1:24,88           |
| 21   | Alexia Queyrel                  | Frankreich         | 1:25,25       | 1:25,17       | 1:25,17           |
| 22   | Francesca Gallina               | Italien            | 1:25,27       | 1:25,51       | 1:25,27           |
| 23   | Vendula Hopjáková               | Tschechien         | 1:26,26       | 1:25,49       | 1:25,49           |
| 24   | Zoe Bergermann                  | Kanada             | 1:28,68       | 1:25,84       | 1:25,84           |
| 25   | Marija Wassilzowa               | ROC                | 1:26,39       | 1:25,90       | 1:25,90           |
| 26   | Tess Critchlow                  | Kanada             | 1:26,51       | 1:26,13       | 1:26,13           |
| 27   | Jekaterina Loktewa-Sagorskaja   | ROC                | 1:26,22       | 1:26,41       | 1:26,22           |
| 28   | Sina Siegenthaler               | Schweiz            | 1:26,62       | 1:27,44       | 1:26,62           |
| 29   | Sofia Belingheri                | Italien            | 1:27,81       | 1:33,48       | 1:27,81           |
| 30   | He Feng                         | China              | 1:34,31       | 1:31,25       | 1:31,25           |
| 31   | Maeva Estévez Baux              | Andorra            | DNF           | DNS           | DNF               |
| 32   | Yuka Nakamura                   | Japan              | DNS           | DNS           | DNS               |

### Achtelfinale

#### Lauf 1
| Rang | Athletin       | Land               | Anmerkung |
| ---- | -------------- | ------------------ | --------- |
| 1    | Michela Moioli | Italien            | Q         |
| 2    | Meghan Tierney | Vereinigte Staaten | Q         |
| 3    | Lara Casanova  | Schweiz            |           |
| 4    | Yuka Nakamura  | Japan              | DNS       |

#### Lauf 2
| Rang | Athletin          | Land       | Anmerkung |
| ---- | ----------------- | ---------- | --------- |
| 1    | Chloé Trespeuch   | Frankreich | Q         |
| 2    | Zoe Bergermann    | Kanada     | Q         |
| 3    | Marija Wassilzowa | ROC        |           |
| 4    | Pia Zerkhold      | Österreich | DNF       |

#### Lauf 3
| Rang | Athletin           | Land               | Anmerkung |
| ---- | ------------------ | ------------------ | --------- |
| 1    | Lindsey Jacobellis | Vereinigte Staaten | Q         |
| 2    | Sina Siegenthaler  | Schweiz            | Q         |
| 3    | Alexia Queyrel     | Frankreich         |           |
| 4    | Manon Petit-Lenoir | Frankreich         |           |

#### Lauf 4
| Rang | Athletin         | Land               | Anmerkung |
| ---- | ---------------- | ------------------ | --------- |
| 1    | Stacy Gaskill    | Vereinigte Staaten | Q         |
| 2    | Audrey McManiman | Kanada             | Q         |
| 3    | Sofia Belingheri | Italien            |           |
| 4    | Jana Fischer     | Deutschland        |           |

#### Lauf 5
| Rang | Athletin            | Land       | Anmerkung |
| ---- | ------------------- | ---------- | --------- |
| 1    | Meryeta Odine       | Kanada     | Q         |
| 2    | Alexandra Parschina | ROC        | Q         |
| 3    | Josie Baff          | Australien |           |
| 4    | He Feng             | China      |           |

#### Lauf 6
| Rang | Athletin                        | Land       | Anmerkung |
| ---- | ------------------------------- | ---------- | --------- |
| 1    | Julia Pereira de Sousa Mabileau | Frankreich | Q         |
| 2    | Caterina Carpano                | Italien    | Q         |
| 3    | Francesca Gallina               | Italien    |           |
| 4    | Jekaterina Loktewa-Sagorskaja   | ROC        |           |

#### Lauf 7
| Rang | Athletin          | Land               | Anmerkung |
| ---- | ----------------- | ------------------ | --------- |
| 1    | Faye Gulini       | Vereinigte Staaten | Q         |
| 2    | Tess Critchlow    | Kanada             | Q         |
| 3    | Kristina Paul     | ROC                |           |
| 4    | Vendula Hopjáková | Tschechien         | DNF       |

#### Lauf 8
| Rang | Athletin           | Land           | Anmerkung |
| ---- | ------------------ | -------------- | --------- |
| 1    | Charlotte Bankes   | Großbritannien | Q         |
| 2    | Belle Brockhoff    | Australien     | Q         |
| 3    | Sophie Hediger     | Schweiz        |           |
| 4    | Maeva Estévez Baux | Andorra        | DNS       |

### Viertelfinale

#### Lauf 1
| Rang | Athletin        | Land               | Anmerkung |
| ---- | --------------- | ------------------ | --------- |
| 1    | Michela Moioli  | Italien            | Q         |
| 2    | Chloé Trespeuch | Frankreich         | Q         |
| 3    | Meghan Tierney  | Vereinigte Staaten |           |
| 4    | Zoe Bergermann  | Kanada             |           |

#### Lauf 2
| Rang | Athletin           | Land               | Anmerkung |
| ---- | ------------------ | ------------------ | --------- |
| 1    | Lindsey Jacobellis | Vereinigte Staaten | Q         |
| 2    | Stacy Gaskill      | Vereinigte Staaten | Q         |
| 3    | Audrey McManiman   | Kanada             |           |
| 4    | Sina Siegenthaler  | Schweiz            |           |

#### Lauf 3
| Rang | Athletin                        | Land       | Anmerkung |
| ---- | ------------------------------- | ---------- | --------- |
| 1    | Meryeta Odine                   | Kanada     | Q         |
| 2    | Julia Pereira de Sousa Mabileau | Frankreich | Q         |
| 3    | Caterina Carpano                | Italien    |           |
| 4    | Alexandra Parschina             | ROC        |           |

#### Lauf 4
| Rang | Athletin         | Land               | Anmerkung |
| ---- | ---------------- | ------------------ | --------- |
| 1    | Tess Critchlow   | Kanada             | Q         |
| 2    | Belle Brockhoff  | Australien         | Q         |
| 3    | Charlotte Bankes | Großbritannien     |           |
| 4    | Faye Gulini      | Vereinigte Staaten |           |

### Halbfinale

#### Lauf 1
| Rang | Athletin           | Land               | Anmerkung |
| ---- | ------------------ | ------------------ | --------- |
| 1    | Lindsey Jacobellis | Vereinigte Staaten | Q         |
| 2    | Chloé Trespeuch    | Frankreich         | Q         |
| 3    | Michela Moioli     | Italien            |           |
| 4    | Stacy Gaskill      | Vereinigte Staaten |           |

#### Lauf 2
| Rang | Athletin                        | Land       | Anmerkung |
| ---- | ------------------------------- | ---------- | --------- |
| 1    | Meryeta Odine                   | Kanada     | Q         |
| 2    | Belle Brockhoff                 | Australien | Q         |
| 3    | Tess Critchlow                  | Kanada     |           |
| 4    | Julia Pereira de Sousa Mabileau | Frankreich | DNF       |

### Finalläufe

#### Kleines Finale
| Rang | Athletin                        | Land               | Anmerkung |
| ---- | ------------------------------- | ------------------ | --------- |
| 1    | Julia Pereira de Sousa Mabileau | Frankreich         |           |
| 2    | Tess Critchlow                  | Kanada             |           |
| 3    | Stacy Gaskill                   | Vereinigte Staaten |           |
| 4    | Michela Moioli                  | Italien            | DNF       |

#### Finale
| Rang | Athletin           | Land               | Anmerkung |
| ---- | ------------------ | ------------------ | --------- |
| 1    | Lindsey Jacobellis | Vereinigte Staaten |           |
| 2    | Chloé Trespeuch    | Frankreich         |           |
| 3    | Meryeta Odine      | Kanada             |           |
| 4    | Belle Brockhoff    | Australien         |           |